# Nelson College
Das Nelson College ist eine Schule in Nelson, Neuseeland. Es ist die älteste staatliche Schule Neuseelands. Seit der Gründung im Jahre 1856 ist der Schulbesuch nur Jungen möglich, allerdings besteht eine umfassende Kooperation mit dem Nelson College for Girls. Die Schule umfasst auch ein Internat, das heute insbesondere die Ausbildung vieler Schüler aus dem asiatischen Raum leistet.
Durch sein hohes akademisches Niveau genießt das Nelson College ein hohes Ansehen in Ozeanien und weiten Teilen Asiens. Die Schule wird von etwa 1100 Schülern aus 60 Nationen besucht, die in 8 Houses aufgeteilt sind. Die Ehemaligen sind im Rahmen der Nelson College Old Boys organisiert.
Bekannte Absolventen sind der Nobelpreisträger Ernest Rutherford, die neuseeländischen Premierminister Bill Rowling und Geoffrey Palmer, der Generalsekretär des Commonwealth Don McKinnon, der Segel-Olympiasieger Rex Sellers sowie zahlreiche Vorstände großer neuseeländischer und amerikanischer Unternehmen. Große Beachtung erlangte die Schule zudem durch die Austragung des ersten Rugbyspiels in Neuseeland am 14. März 1870.